# Joey Dawejko
Joey Dawejko, właśc. Joseph Daweyko (ur. 11 czerwca 1990) – amerykański bokser polskiego pochodzenia, mistrz świata juniorów w wadze ciężkiej z młodzieżowych mistrzostw świata w 2008 w Guadalajarze.

## Kariera amatorska
Jako junior Dawejko zdobył 14 różnych tytułów mistrzowskich, z których najważniejszym był złoty medal wywalczony na młodzieżowych mistrzostwach świata w Meksyku w 2008. Na tym turnieju Dawejko pokonał kolejno czterech przeciwników: Claytona Laurenta z Wysp Dziewiczych (16-4 w pierwszej rundzie), Bauyrzhana Akshabaya z Kazachstanu (10-8 w ćwierćfinale), Jegora Plevako z Ukrainy (8-3 w półfinale) oraz Erguna Mersina ze Szwajcarii (9-1 w finale). Dzięki zwycięstwie Dawejko zdobył jedyne złoto na mistrzostwach dla USA oraz został pierwszym amerykańskim młodzieżowym czempionem globu od Juana McPhersona, który po swój tytuł sięgnął w 2002.

## Kariera zawodowa
W 2009 pochodzący z Filadelfii pięściarz otrzymał menedżerską ofertę od byłego mistrza świata w wadze ciężkiej Hasima Rahmana. Rahman, który w przeszłości wielokrotnie sparował z Dawejką, nie szczędził mu pochwał: „I know he has the tools to become not only heavyweight champion, but a fighter who can bring back excitement to the heavyweight division.” „Wiem, że on ma odpowiednie predyspozycje nie tylko do tego, aby zostać mistrzem świata w wadze ciężkiej, ale także do tego, aby przywrócić królewskiej kategorii splendoru i emocji”.
W swoim debiucie 26 września 2009 w Coushatta Casino Resort, Kinder w Louisianie Dawejko pokonał na punkty Royphy Solieau (4-10-0, 4KO). Potem rozprawiał się kolejno z Ricardo Johnsonem (1-2-0, 5 lutego 2010, Blue Horizon, Filadelfia) nokautując go w 47 sekundzie pierwszej rundy, K.C. Cunninghamem (0-5-0, 6 marca 2010, Tropicana Hotel & Casino, Atlantic City, New Jersey, wygrana na punkty) i Taffo Asongwedem z Kanady (2-10-7, 22 stycznia 2011, Harrah’s, Chester, Pennsylvania, wygrana na punkty). W swojej ostatniej walce znokautował niepokonanego dotychczas Johna Lennoxa w pierwszej rundzie, mimo iż o walce dowiedział się zaledwie dwa dni przed terminem (14 września 2011, Robert Treat Hotel, Newark, New Jersey).
25 stycznia 2014 w Atlantic City wygrał na punkty stosunkiem głosów dwa do jednego 78:74, 75:77 i 78:74 z Amerykaninem Derric′em Rossy′em (28-7-0, 14 KO).
4 stycznia 2012 Dawejko podpisał kontrakt z promotorską firmą z Nowego Jorku Boxing 360, której właścicielem jest Mario Yagobi. W nowej stajni Daweyko zadebiutuje 13 stycznia 2012 w National Guard Armory w Filadelfii.
6 marca 2015 w Filadelfii wygrał przez nokaut w pierwszej rundzie z Nigeryjczykiem Enobongiem Umohette (9-3, 8 KO).
8 maja 2015 w filadelfijskiej 2300 Arenie przegrał jednogłośnie na punkty 94:96, 92:98 i 93:97 z Amerykaninem Amirem Mansourem (22-1, 16 KO) w dziesięciorundowym pojedynku.
28 sierpnia 2015 w Las Vegas wygrał przez techniczny nokaut w pierwszej rundzie pochodzącego z Samoa Natu Visinię (11-2, 9 KO).
28 kwietnia 2018 w Liacouras Center w Filadelfii, zmierzył się z Bryantem Jenningsem (23-2, 13 KO). Po dziesięciu rundach sędziowie punktowali jednomyślnie 98-92 na korzyść Jenningsa.